# Кошаркашка репрезентација Новог Зеланда
Кошаркашка репрезентација Новог Зеланда је кошаркашки тим који представља Нови Зеланд на међународним такмичењима и под контролом је Кошаркашког савеза Новог Зеланда.

## Учешће на међународним такмичењима

### Олимпијске игре
| Година | Пласман | Турнир                                     | Домаћин    |
| ------ | ------- | ------------------------------------------ | ---------- |
| 2000.  | 11.     | Кошарка на Летњим олимпијским играма 2004. | Аустралија |
| 2004.  | 10.     | Кошарка на Летњим олимпијским играма 2004. | Грчка      |

### Светска првенства
| Година | Пласман | Турнир                  | Домаћин |
| ------ | ------- | ----------------------- | ------- |
| 1986.  | 21.     | Светско првенство 1986. | Шпанија |
| 2002.  | 4.      | Светско првенство 2002. | САД     |
| 2006.  | 16.     | Светско првенство 2006. | Јапан   |
| 2010.  | 12.     | Светско првенство 2010. | Турска  |

### Океанијско првенство
| Година | Позиција | Турнир                     |
| ------ | -------- | -------------------------- |
| 1971.  | 2.       | Океанијско првенство 1971. |
| 1975.  | 2.       | Океанијско првенство 1975. |
| 1978.  | 2.       | Океанијско првенство 1978. |
| 1979.  | 2.       | Океанијско првенство 1979. |
| 1981.  | 2.       | Океанијско првенство 1981. |
| 1983.  | 2.       | Океанијско првенство 1983. |
| 1985.  | 2.       | Океанијско првенство 1985. |
| 1987.  | 2.       | Океанијско првенство 1987. |
| 1989.  | 2.       | Океанијско првенство 1989. |
| 1991.  | 2.       | Океанијско првенство 1991. |
| 1993.  | 2.       | Океанијско првенство 1993. |
| 1995.  | 2.       | Океанијско првенство 1995. |
| 1997.  | 2.       | Океанијско првенство 1997. |
| 1999.  | 1.       | Океанијско првенство 1999. |
| 2001.  | 1.       | Океанијско првенство 2001. |
| 2003.  | 2.       | Океанијско првенство 2003. |
| 2005.  | 2.       | Океанијско првенство 2005. |
| 2007.  | 2.       | Океанијско првенство 2007. |
| 2009.  | 1.       | Океанијско првенство 2009. |